# Долина Уюта

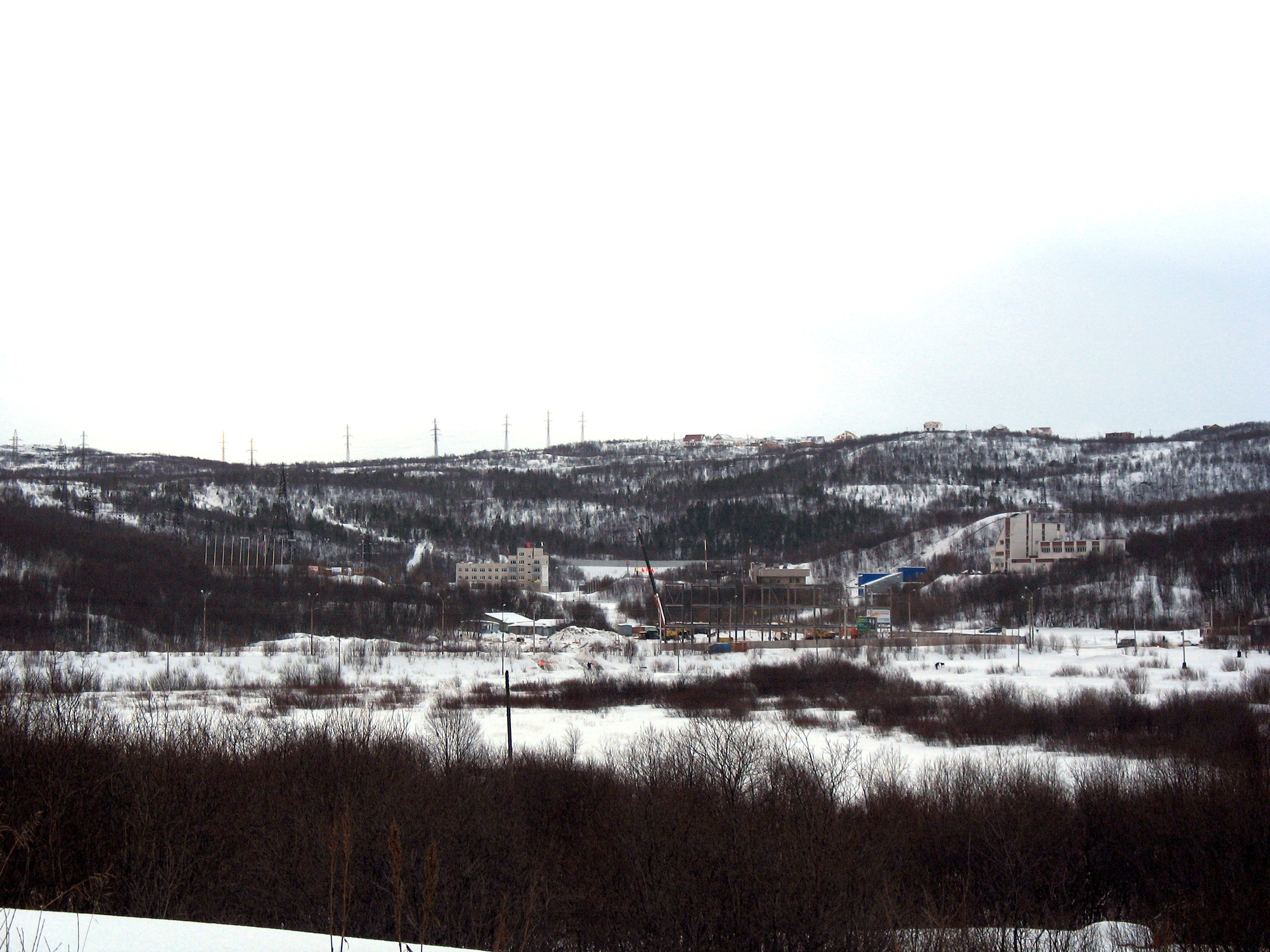
Вид на Долину Уюта с Кольского проспекта

Долина Уюта — спортивный комплекс и лесной массив в Первомайском округе Мурманска. До установки ограждений, считалось одним из любимых мест отдыха мурманчан. Лесной массив стал доступен только для спортсменов. В Долине Уюта часто устраиваются городские, областные и международные соревнования по лыжному спорту, например «Снежинка» и «Лыжня России». Каждый год весной в долине проводится Праздник Севера, в рамках которого, помимо прочего, проходят заезды на оленьих упряжках. Летом в спорткомплексе занимаются футболом, велосипедным спортом, проводятся спартакиады.
В настоящее время[когда?] в спорткомплексе проводится масштабная реконструкция, которая должна была завершиться к 2014 году. Расширено стрельбище, установлен демонстрационный экран, построена освещённая лыжная трасса протяженностью 2,5 км, отгорожены пути прохода в спортивный комплекс и лесной массив. Но до сих пор ещё не приступили к работам на территории от проспекта Кольского до улицы Ломоносова, от улицы Морская до Лыжного проезда.